# 李雨陽
李雨陽（英語：Eddie Li Yu Yeung，1979年3月30日—），前香港無綫電視及香港電視網絡男演員。

## 簡歷
2003年於無綫電視劇集《當四葉草碰上劍尖時》初登螢幕。他飾演一個富家子弟，認為自己擁有很多金錢，這個角色很近似《流星花園》中的道明寺。
李雨陽於無綫飾演的角色多為跑龍套、西裝友人，坦言埋怨薪酬少導致生活窘境，於2012年離開並轉投香港電視網絡，結束與無綫電視9年賓主關係。
2013年因香港電視網絡不獲發牌導致旗下藝員沒有工作及去向，李雨陽自言就算無綫電視歡迎回巢，他也堅決不會重返無綫電視。但如果香港電視網絡能獲政府發放牌照，他堅決不會離巢。2013年12月自香港電視網絡宣布發展流動電視後，李雨陽自薦回巢。
2015年4月，李雨陽與香港電視網絡合約屆滿，2019年曾加入香港開電視做節目主持。

## 生活
未入娛樂圈前，任職於華僑商業銀行。2017年6月25日與圈外女友鄭嘉詠結婚，現已成為兩名子女的父母
。

## 演出

### 電視劇（無綫電視）
| 首播   | 劇名               | 飾演                                 |
| ------ | ------------------ | ------------------------------------ |
| 2003年 | 當四葉草碰上劍尖時 | 朱滿堂（Don少）                      |
| 2004年 | 天涯俠醫           | 中村明                               |
| 2004年 | 赤沙印記@四葉草.2  | 朱滿堂（Don少）                      |
| 2005年 | 學警雄心           | 周懷遠（Ryan）                       |
| 2005年 | 酒店風雲           | 廚 師                                |
| 2005年 | 奇幻潮之行運揮春   | 寶 安                                |
| 2006年 | 法證先鋒           | 劉俊碩（碩仔）                       |
| 2006年 | 肥田囍事           |                                      |
| 2006年 | 高朋滿座           | 倪 基                                |
| 2007年 | 溏心風暴           | 何少基                               |
| 2007年 | 通天幹探           | 李律師 （王經理之代表律師）          |
| 2007年 | 建築有情天         | Mike                                 |
| 2008年 | 最美麗的第七天     | 李建國（KK）                         |
| 2008年 | 法證先鋒II         | 劉俊碩（碩仔）                       |
| 2008年 | 尖子攻略           | 方大龍                               |
| 2008年 | 溏心風暴之家好月圓 | 劉俊碩（碩仔）                       |
| 2008年 | 與敵同行           | Alex                                 |
| 2009年 | 烈火雄心3          | 張志豪（細B） （九龍城消防局消防員） |
| 2009年 | 有營煮婦           | Mick                                 |
| 2009年 | 宮心計             | 宋侍衛                               |
| 2009年 | 美麗高解像         | 家 明                                |
| 2010年 | 老友狗狗           | 方俊穎                               |
| 2010年 | 老公萬歲           | 攝影師                               |
| 2010年 | 秋香怒點唐伯虎     | 展                                   |
| 2010年 | 飛女正傳           | 富豪公子                             |
| 2010年 | 談情說案           | Jason                                |
| 2010年 | 翻叮一族           | 陳家權                               |
| 2011年 | 你們我們他們       | George                               |
| 2011年 | Only You 只有您    | 麥一鳴（阿Dee）                      |
| 2011年 | 女拳               | 散 仔                                |
| 2011年 | 花花世界花家姐     | 尚 進                                |
| 2011年 | 怒火街頭           | 喜                                   |
| 2011年 | 潛行狙擊           | 何梓良（Ray）                        |
| 2011年 | 荃加福祿壽探案     | 阿 龍                                |
| 2011年 | 結·分@謊情式       | 方立文（Karol）                      |
| 2012年 | 當旺爸爸           | 黎明健                               |
| 2012年 | 女警愛作戰         | 韋華力                               |
| 2012年 | 飛虎               | 畢世榮                               |
| 2012年 | 護花危情           | 丁貴                                 |

### 電視劇（香港電台）
| 首播   | 劇名                               | 飾演   |
| ------ | ---------------------------------- | ------ |
| 2010年 | 《火速救兵》 （F.S.D.） 勇士首部曲 | 周偉傑 |

### 電視劇（香港電視網絡）
| 首播   | 劇名       | 飾演 |
| ------ | ---------- | --- |
| 2015年 | 導火新聞線 | 陳俊逸（Calvin）                                                                                        |
| 2015年 | 大眾情性   | Sunny                                                                                                   |
| 2015年 | 驚異世紀   | （多單元各個角色） 謝宏樂（Jason） 莫嘉倫 醫生 廖俊文 精神病院職員 葉世雄（Peter） 胡志堅 劉小龍 江志健 |
| 2015年 | 歲月樓情   | 霍景佳（Terry）                                                                                         |
| 2015年 | 開腦儆探   | 徐輝 |

### 電視劇集（北京衛視）
| 首播   | 劇名       | 飾演 |
| ------ | ---------- | ---- |
| 2024年 | 但願人長久 | BILL |

### 節目主持（無綫電視）
- 《放學ICU》
- 《區區食落好路線》

### 節目主持（香港開電視）
- 《Fit 開有條路》（第二輯）

### 電影
- 2003年：《無間道III終極無間》飾 楊錦榮（青年）
- 2005年：《雀聖》 飾 自摸西（青年）
- 2013年：《迷離夜》 飾 張嘉俊
- 2015年：《海灘救援隊之食人海怪》（網絡電影）飾 陽光
- 2016年：《仙醫神廚》（網絡電影）飾 四阿哥
- 2016年：《傳奇校園》（網絡電影）飾 高星星
- 2018年：《官人我要房》（網絡電影）飾 皇帝
- 2018年：《石榴记》（網絡電影）
- 2018年：《那年1987》（網絡電影）

### 音樂錄像
- 戴夢夢 - 《花灑》
- 紀　利 - 《假說話》
- 趙學而 - 《最佳位置》
- 梁靖琪 - 《你是最重要》
- 戴夢夢 - 《廚師推介》
- 馮穎琪 - 《慶幸》
- 鄧穎芝 - 《等半天》
- 戴夢夢 - 《白日夢之戀》
- 董敏莉 - 《飲食男女》
- 楊千嬅 - 《飛女正傳》
- 梁詠琪 - 《傷心尋回犬》
- Twins - 《你最紅》

### 廣告
- Supersun 新電視
- Citibank
- Sony Walkman
- 香港賽馬會混合過關
- 大新信用卡
- 中信嘉華信用卡
- 儷都婚紗攝影中心
- Rexona 止汗劑
- 1010345 電訊
- One 2 Free 自由 2
- 加多寶綠茶

## 外部連結
- 李雨陽的新浪微博